# Oostelijke Congolese moerasbossen
De Oostelijke Congolese moerasbossen zijn een ecoregio in het Kongobekken en een van de vijf ecoregio's binnen de Congolese regenwouden. Het gebied beslaat Congo-Kinshasa en de Centraal-Afrikaanse Republiek. Samen met de aanliggende Westelijke Congolese moerasbossen vormt het het grootste aaneengesloten moerasbos ter wereld.
Het grootste deel van het terrein ligt op 300 tot 400 meter boven zeeniveau. Het gebied ligt aan de oostelijke oever van de Kongo en wordt door een groot aantal van haar zijrivieren doorkruist. De Boyomawatervallen maken deel uit van deze ecoregio.

## Ecologie
De wouden in de regio zijn een mengeling van habitats. Hiertoe behoren onder andere regenwouden, draslanden en moerassen. Een groot deel van deze gebieden loopt in de regenseizoenen onder water.
Het gebied is een van de minst onderzochte ecoregio's ter wereld. Een van de redenen hiervoor is de ontoegankelijkheid. De moeilijk doordringbare wouden fungeren voor veel dieren als een natuurlijke barrière. Het huisvest een groot aantal primatensoorten, waarvan veel endemisch in deze regio zijn. Zo komt de bonobo alleen in deze omgeving voor. In de moerasbossen leeft ook de bosolifant.